# Sylvie Flepp
Sylvie Flepp, née le 11 juin 1955 à Boulogne-Billancourt, est une actrice, réalisatrice, scénariste et metteur en scène française.
Elle est notamment connue pour la série Plus belle la vie, dans laquelle elle interprète le rôle de Mirta Torres depuis août 2004.

## Filmographie

### Télévision

#### Séries télévisées
- 1979 : Histoire de voyous de Gilles Grangier (épisode : L'Élégant)
- 1987 : Hôtel de police : Madame Lacombe (saison 2, épisode no 3 : Ascendant Balance)
- 1989 : Coplan : Sophie (saison 1, épisode no 2 : L'ange et le serpent (Engel und Schlange))
- 1989 :  Les jupons de la Révolution : la camériste (saison 1, épisode no 4 : Théroigne de Méricourt, l’amazone rouge)
- 1990 : Sentiments : la surveillante du magasin (épisode : Notre Juliette)
- 1991 : Cas de divorce : Yolande Rambeaux (saison 1, épisode no 22 : Rambeaux contre Rambeaux)
- 1993 : Commissaire Moulin d'Yves Rénier : une infirmière (saison 5, épisode no 1 : Syndrome de menace)
- 1993 : L'Instit de Jean-Louis Bertuccelli : Martine Feings (saison 1, épisode no 2 : Le mot de passe)
- 1996 : Les mercredis de la vie : Madame Mercier (épisode : Sur un air de mambo)
- 1997 : Anne le Guen : la femme médecin en réanimation (saison 1, épisode no 4 : Fatalité )
- 1997 : Julie Lescaut d'Alain Wermus : caissière no 1 (saison 6, épisode no 6 : Question de confiance)
- 2000 – 2004 : Maigret : une concierge (saison 9, épisode no 2 : Maigret voit double) puis Mme Boursier (saison 13, épisode no 6 : Maigret et l’ombre chinoise)
- 2000 : Passeur d'enfants : Martine  (épisode no 6 :  Passeur d'enfants à Lisbonne)
- 2001 et 2004  : PJ : la secrétaire du chauffagiste (saison 5, épisode no 38 : Fausse qualité) puis Hélène (saison 7, épisode no 70 : Violences conjuguées)
- 2001 : Commissariat Bastille : Madame Valas (épisode no 3 : Feux croisés)
- 2001 : Fabien Cosma : Alice (épisode no 1 : Antidote)
- 2002 : Père et Maire : Fernande Pietri (saison 1, épisode no 4 : Chippendales)
- 2002 : La Vie devant nous : Claudia (2 épisodes : Au pied du mur et Rentrée)
- 2002 : Sœur Thérèse.com : Sylviane (saison 1, épisode no 1)
- 2002 : Âge sensible : la mère de Pierre (2 épisodes)
- 2004 : Boulevard du Palais : la gardienne (saison 6, épisode no 4 : Mauvaise pente)
- 2004 – 2022 : Plus belle la vie : Mirta Torres (France 3)
- 2004 : Juliette Lesage, médecine pour tous : Danielle (épisode no 2 : Précautions d'emploi)
- 2005 : Le Tuteur : Mélissa (saison 2, épisode no 5 : Conseil de famille)
- 2007 : Mystère : la Mère supérieure (10 épisodes)
- 2009 : Enquêtes réservées : Chantal Léger, une assistante sociale (saison 1, épisode 5 : Alerte enlèvement)
- 2012 : Caïn : Madame Lopez (saison 1, épisode no 5 : Confusions)
- 2017 : La Stagiaire : Evelyne Marchasson (saison 2, épisode no 1 : Sept ans de malheur)
- 2024 : Plus belle la vie, encore plus belle : Mirta Torres (TF1)

#### Téléfilms
- 1986 : Adieu la vie de la saga Série noire : l’infirmière
- 1988 : Les clients : Brigitte
- 1988 : L’éloignement : la journaliste
- 1990 : Le blé en herbe : la mère de Phil
- 1995 : Parents à mi-temps : Laurence
- 1996 : Crédit bonheur : Edith
- 1997 : Un petit grain de folie
- 1998 : Tous ensemble : la monitrice
- 2000 : Toute la ville en parle : Michèle
- 2001 : Un homme à défendre : Sophie, la secrétaire
- 2001 : Gardiens de la mer : Clara
- 2011 : Course contre la montre : Mirta Torres
- 2014 : Une vie en Nord (spin-off de Plus belle la vie) : Mirta Torres

### Cinéma

#### Longs métrages
- 1979 : Le Juste Droit : Catherine
- 1980 : L’Œil du maître
- 1980 : Les Nouveaux Romantiques de Mohamed Benayat : l’inconnue de la forêt
- 1983 : Le Mur (Duvar) d'Yılmaz Güney
- 1983 : Debout les crabes, la mer monte ! de Jean-Jacques Grand-Jouan : Colette
- 1985 : L'Amour ou presque
- 1987 : Duo solo : l’amie
- 1988 : Les Années sandwiches de Pierre Boutron
- 1988 : Une affaire de femmes de Claude Chabrol : Berthe
- 1989 : La Révolution française - Les Années lumière - Les Années terribles : une femme
- 1990 : Faux et Usage de faux de Laurent Heynemann : la journaliste
- 1992 : Betty de Claude Chabrol
- 1993 : J'aime pas qu'on m'aime : l’agent RATP
- 1998 : Place Vendôme de Nicole Garcia : l’infirmière à la clinique
- 1999 : Au cœur du mensonge : Madame Lemoine
- 2002 : La Maîtresse en maillot de bain de Lyèce Boukhitine : une femme de l’agence d’intérim
- 2003 : Paris selon Moussa : la vendeuse de pompes
- 2008 : Lucifer et moi

#### Courts métrages
- 1982 : La Fonte de Barlaeus de Pierre-Henri Salfati
- 1989 : Les petits porteurs
- 1990 : L'Inquiéteur de Jean Lefaux
- 1992 : Le Complot d'Œdipe
- 1992 : Décroche Pénélope !
- 1995 : Sept ans et demi de réflexion
- 2000 : Derrière la porte
- 2001 : Chedope
- 2001 : Le Cœur sur la main de Marie-Anne Chazel : Feng Shui 2
- 2001 : Mes amis d'en France

## Théâtre
- 1978 : Penalty de Gareth Owen, mise en scène Jean-Michel Dagory, Centre Culturel du 10ème (Paris), création au Théâtre des Bouffes-du-Nord devant l'équipe de France de football
- 1986 : Les Clients de Jean Poiret, mise en scène Bernard Murat, Théâtre Édouard-VII
- 1987 : L'Éloignement de Loleh Bellon, mise en scène Bernard Murat, Théâtre de la Gaîté-Montparnasse
- 1994 : Drôle de couple de Neil Simon, mise en scène Bernard Murat, Théâtre des Bouffes-Parisiens
- 2001 : La Jalousie de Sacha Guitry, mise en scène Bernard Murat, Théâtre Édouard-VII
- 2007 : La Femme Placard de Chantal Alves Maligon, mise en scène d'Isabelle Rattier, Théâtre du Petit Hébertot
- 2009 : L'Éloignement de Loleh Bellon, mise en scène Bernard Murat, Théâtre Édouard-VII
- 2012 - 2013 : Gigi de Colette, mise en scène de Richard Guedj, tournée
- 2015 : Happyend.com d’Annik Dufrêne, mise en scène Christophe Lidon
- 2020 : Vive le marié de Jean-Marie Chevret, mise en scène Jeoffrey Bourdenet, tournée, théâtre Tête d'Or